# Teijedo (Allande)
Teijedo  (en eonaviego, Teixedo) es una aldea perteneciente a la parroquia de Berducedo, en el concejo de Allande, comarca del Narcea, Principado de Asturias, España.